# Parque nacional Isla e islote de Lobos y su entorno sumergido
El Parque nacional Isla e islote de Lobos y su entorno sumergido es un área protegida de Uruguay, que desde 2024 integra el Sistema Nacional de Áreas Protegidas de Uruguay. El parque está formado por la Isla de Lobos, su islote adyacente y un sector oceánico que incluye un conjunto de 22 formaciones rocosas que emergen del Océano Atlántico, totalizando 4000 hectáreas. Dentro del parque se encuentra la mayor colonia de lobos marinos del hemisferio occidental. Conviven en la isla dos especies: el lobo fino o de dos pelos y el león marino, lobo de un pelo o lobo de peluca. En un relevamiento de 2005 se contabilizaron 1.500 leones y 250.000 lobos marinos. También se pueden encontrar ballenas, orcas y diferentes tipos de aves.